# Mordet på familjen Richardson
Mordet på familjen Richardson (engelska: Richardson family murders) är ett namnet på det trippelmord i den kanadensiska staden Medicine Hat i Alberta, som utfördes av den då tolvåriga flickan Jasmine Richardson och hennes pojkvän Jeremy Steinke (numera Jackson May), den 23 april 2006. Paret dömdes bägge för tre fall av första gradens mord, där Jasmine Richardson blev den troligtvis yngsta personen någonsin i Kanadas historia att bli dömd för den här typen av mord. Hon blev frigiven den 6 maj 2016, lite drygt tio år efter att mordet hade utförts.

## Upptäckt
Söndagen den 23 april 2006, klockan 13.00 på eftermiddagen, hittade man makarna Marc och Debra Richardson (fyrtiotvå och fyrtioåtta år gamla), döda i källaren till sitt hem i Medicine Hat i Alberta. Man fann även deras åttaårige son, Tyler Jacob Richardson, död på övervåningen i huset. Marc och Debra hade totalt fått tjugofyra respektive tolv knivhugg, medan sonen Tyler hade fått halsen avskuren, samt blivit knivhuggen i både huvud och bål. Parets dotter, Tylers storasyster Jasmine Richardson (tolv år gammal), syntes dock inte till i hemmet. Jasmine och hennes tjugotreårige pojkvän Jeremy Allan Steinke hittades dagen efter i det lilla samhället Leader i Saskatchewan (cirka 130 kilometer från Medicine Hat), där de greps av polisen. Den 3 maj 2006, nio dagar efter att man hade gripit Jasmine Richardson och Jeremy Steinke, blev även den Steinkes nittonåriga vän Kacy Lancaster åtalad för att ha varit delaktig i mordet, genom att hon samma dag som mordet hade inträffat hade kört iväg tillsammans med paret i sin stora pickupbil, samt även gjort sig av med en del bevis från mordet.

## Motiv
Enligt uppgifter från några av Jasmine Richardsons vänner, hade föräldrarna Marc och Debra Richardson gett henne utegångsförbud, samt förbjudit henne att dejta pojkvännen Jeremy Steinke, eftersom han var elva år äldre än hon. Kort efter att Jasmine hade blivit arresterad hade pojkvännen Jeremy skrivit ett brev till henne, och bett om att få gifta sig med henne, vilket hon gick med på. Enligt uppgifter från Jeremys vänner hade han berättat för dem att han var en 300 år gammal varulv, samt att han tyckte om smaken av blod, och att han även bar en liten flaska med blod runt halsen. Han hade även ett användarkonto på VampireFreaks.com, där även Jasmine Richardson hade ett konto. Enligt en bekant till Jeremy Steinke hade paret träffats på en punkrockskonsert 2006. De var också aktiva Nexopia, där de kommunicerade med varandra via chattmeddelanden. Tidigare fanns även en del av deras chattmeddelanden tillgängliga att för allmänheten, men har sedan dess blivit permanent borttagna av Nexopia.
På Jasmine Richardsons användarkonto, som gick under namnet "runawaydevil", hade hon skrivit att hon var femton år. Hon hade skrivit på sin sida "Welcome to my tragic end" ("Välkommen till mitt tragiska slut"). Bara några timmar innan Jasmine och Jeremy begick morden hade Jeremy tillsammans med några vänner sett filmen Natural Born Killers från 1994, som handlar om ett ungt par som utför en mycket våldsam mordrunda. Han hade efteråt sagt till sina vänner att han och hans flickvän borde utföra en liknande plan, men att de inte skulle skona livet på hennes lillebror. Han hade också vid ett senare tillfälle pratat med en undercoverpolis, och sagt: "Har du någonsin sett filmen Natural Born Killers?... Jag tror att det är den bästa kärlekshistorien genom tiderna...".

## Rättsligt resultat

### Jasmine Richardson
Jasmine Richardsons namn kunde, i och med att hon blev misstänkt mordet, inte längre publiceras i hemlandet, enligt den kanadensiska lagen Youth Criminal Justice Act (YCJA). Denna lag säger också att dömda personer under fjorton år inte kan dömas för sina brott i vuxen ålder, samt att de inte heller kan dömas till mer än tio års fängelse. Den 9 juli 2007, lite mer än ett år efter trippelmordet, befanns Jasmine Richardson, som då hade hunnit fylla tretton år, skyldig till tre fall av första gradens mord. Hon sägs också vara den troligtvis yngsta personen någonsin i hemlandet Kanadas historia, att bli dömd för ett flerfaldigt mord.
Den 8 november 2007 blev Jasmine Richardson dömd till det högsta tillåtna straff i hennes ålder, tio års fängelse. Hennes straff inkluderade även de arton månader som hon hade suttit i häktet, följt av fyra år på en psykiatrisk institution, samt villkorlig övervakning i samhället på fyra och ett halvt år.
I september 2011 påbörjade Jasmine Richardson studier på Mount Royal University i Calgary i Alberta. Hon blev samma höst frigiven från ett tioårigt straff på ett psykiatriskt sjukhus, och ett år senare i oktober 2012 rapporterades det att hennes rehabilitering gick bra, och att hon uttryckte ånger för sina handlingar, enligt de experter som fanns på plats.
Den 6 maj 2016, lite drygt tio år efter mordet, blev Jasmine Richardson officiellt frigiven, efter att ha genomfört en sista domstolsprövning under samma dag.

### Jeremy Steinke
Jeremy Steinke erkände mordet på Jasmine Richardsons föräldrar under ett samtal med en undercoverpolis, under tiden som han satt häktad. Han ställdes därefter inför rätta och befanns skyldig till tre fall av första gradens mord. Den 15 december samma år dömdes han till tre livstidsdomar, en för varje mord. Dessa straff ska avtjänas samtidigt, och Jeremy Steinke kommer att vara berättigad till villkorlig frigivning efter att han har avtjänat tjugofem år i fängelse.

### Kacy Lancaster
Anklagelsen om mord mot parets vän Kacy Lancaster lades ner. Hon dömdes till ett års husarrest, samt beordrades att hålla sig borta från droger och alkohol.